# Calytrix leschenaultii
Calytrix leschenaultii är en myrtenväxtart som först beskrevs av Johannes Conrad Schauer, och fick sitt nu gällande namn av George Bentham. Calytrix leschenaultii ingår i släktet Calytrix och familjen myrtenväxter.
Artens utbredningsområde är Western Australia. Inga underarter finns listade i Catalogue of Life.